# Лыжное ориентирование на зимних Азиатских играх 2011
Лыжное ориентирование на Азиатских играх 2011 года — комплекс соревнований, проводившихся в рамках VII зимней Азиады на стадионе «Алатау», в которых участвовали ведущие ориентировщики на лыжах стран Азиатского континента.

## Медалисты

### Мужчины
| Дисциплины        | Золото                                                         | Серебро                                                   | Бронза                                                                    |
| ----------------- | -------------------------------------------------------------- | --------------------------------------------------------- | ------------------------------------------------------------------------- |
| Спринт            | Михаил Сорокин                                                 | Александр Бабенко                                         | Баярагийн Гэрэлт-Од                                                       |
| Средняя дистанция | Михаил Сорокин                                                 | Виталий Лиличенко                                         | Биджан Кангарлу                                                           |
| Длинная дистанция | Михаил Сорокин                                                 | Алексей Немцев                                            | Баярагийн Гэрэлт-Од                                                       |
| Эстафета          | Казахстан · Александр Бабенко · Аслан Токбаев · Михаил Сорокин | Иран · Биджан Кангарлу · Ясин Шемшаки · Сейед Саттар Сейд | Монголия · Баярагийн Гэрэлт-Од · Болдын Бямбадордж · Эндэнэчимэгийн Барху |

### Женщины
| Дисциплины        | Золото                                                            | Серебро                                             | Бронза                                                                               |
| ----------------- | ----------------------------------------------------------------- | --------------------------------------------------- | ------------------------------------------------------------------------------------ |
| Спринт            | Ольга Новикова                                                    | Лю Сяотин                                           | Евгения Кузьмина                                                                     |
| Средняя дистанция | Ольга Новикова                                                    | Евгения Кузьмина                                    | Лю Сяотин                                                                            |
| Длинная дистанция | Ольга Новикова                                                    | Евгения Кузьмина                                    | Ким Я Юн                                                                             |
| Эстафета          | Казахстан · Евгения Кузьмина · Эльмира Молдашева · Ольга Новикова | Республика Корея · Ким Я Юн · Ли Ха На · Чой Сил Би | Монголия · Хандинцэцэдийн Уганцэцэг · Алтанцэцэгийн Наранцэцэг · Чинбатун Отгонцэцэг |